# 科特雷爾維爾鎮區 (密歇根州)
科特雷爾維爾鎮區（英語：Cottrellville Township）是位於美國密歇根州聖克萊爾縣的一個行政鎮區。

## 地方資料
科特雷爾維爾鎮區的面積為58.00平方千米，當中陸地面積為54.90平方千米，而水域面積為3.10平方千米。根據2020年美國人口普查的數據，當地共有人口3406人，而人口密度為每平方千米58.72人。